# José Llovera Mas
José Llovera Mas (?, 1896. október 30. – Barcelona, 1977. június 3.) spanyol nemzetközi labdarúgó-játékvezető.

## Pályafutása

### Nemzetközi játékvezetés
A Spanyol labdarúgó-szövetség Játékvezető Bizottsága (JB) 1926-ban terjesztette fel nemzetközi játékvezetőnek, a Nemzetközi Labdarúgó-szövetség (FIFA) bíróinak keretébe. Több nemzetek közötti válogatott és klubmérkőzést vezetett, vagy működő társának segített partbíróként. Az aktív nemzetközi játékvezetéstől 1931-ben búcsúzott. Válogatott mérkőzéseinek száma: 3.

## Magyar vonatkozás
| Időpont            | Helyszín             | Mérkőzés típusa     | Mérkőzés                | Eredmény | Nézők száma |
| ------------------ | -------------------- | ------------------- | ----------------------- | -------- | ----------- |
| 1926. december 26. | Ameal Stadion, Porto | válogatott mérkőzés | Portugália–Magyarország | 3 : 3    | 10 000      |